# Corybas arfakensis
Corybas arfakensis är en orkidéart som först beskrevs av Johannes Jacobus Smith, och fick sitt nu gällande namn av Rudolf Schlechter. Corybas arfakensis ingår i släktet Corybas, och familjen orkidéer. Inga underarter finns listade i Catalogue of Life.